# Vincent Spano
Vincent Spano, född 18 oktober 1962 i Brooklyn, New York, är en amerikansk skådespelare. Spano är mest känd från filmen Alive. Sedan dess har han spelat i ett flertal B-filmer.
Han har italienska familjerötter.

## Fotnoter
1. ↑  SNAC, SNAC Ark-ID: w6186x27, läs online, läst: 9 oktober 2017.[källa från Wikidata]
2. ↑  läs online, rapidcityjournal.com  .[källa från Wikidata]